# Adrian Carton de Wiart

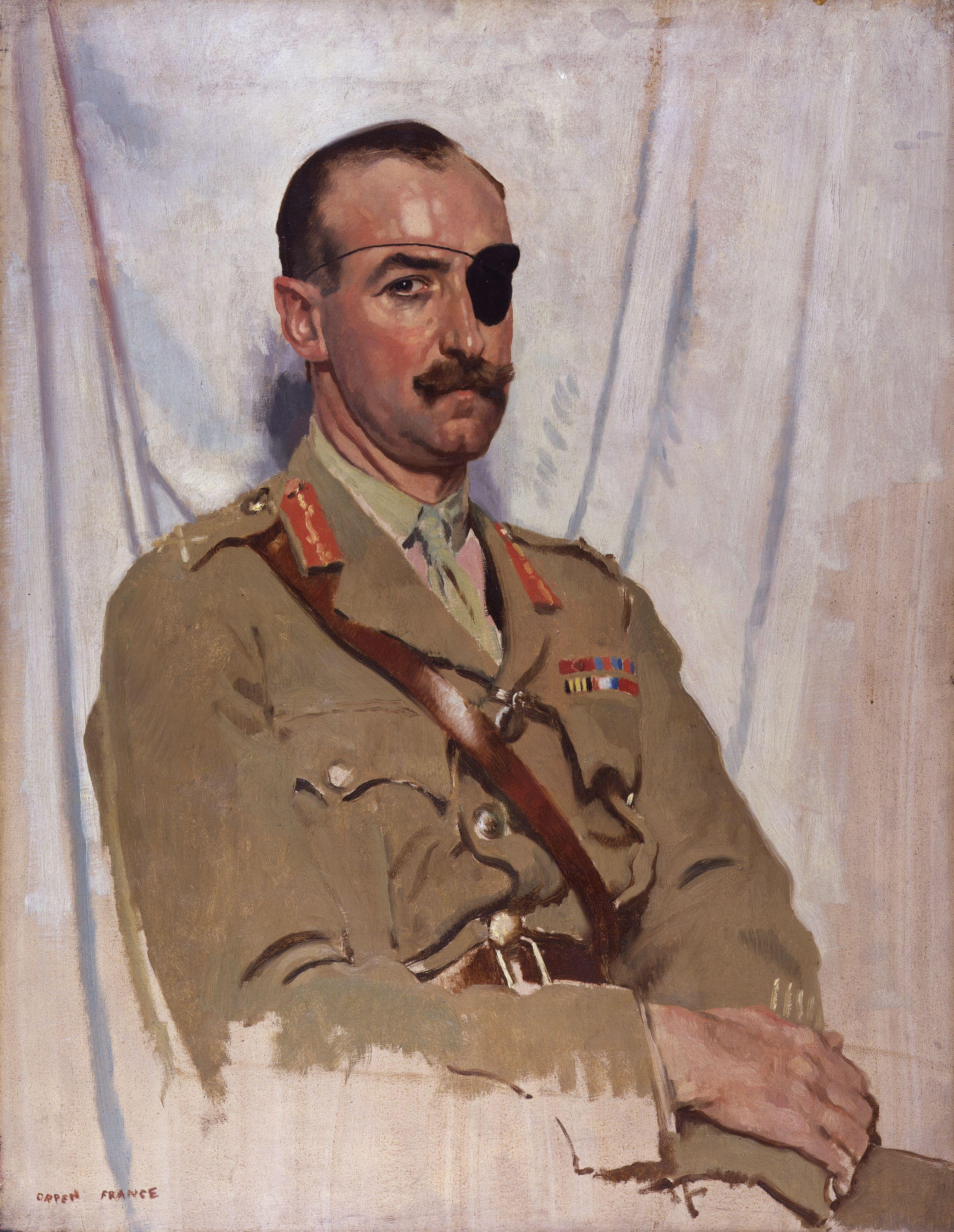
Sir Adrian Carton de Wiart

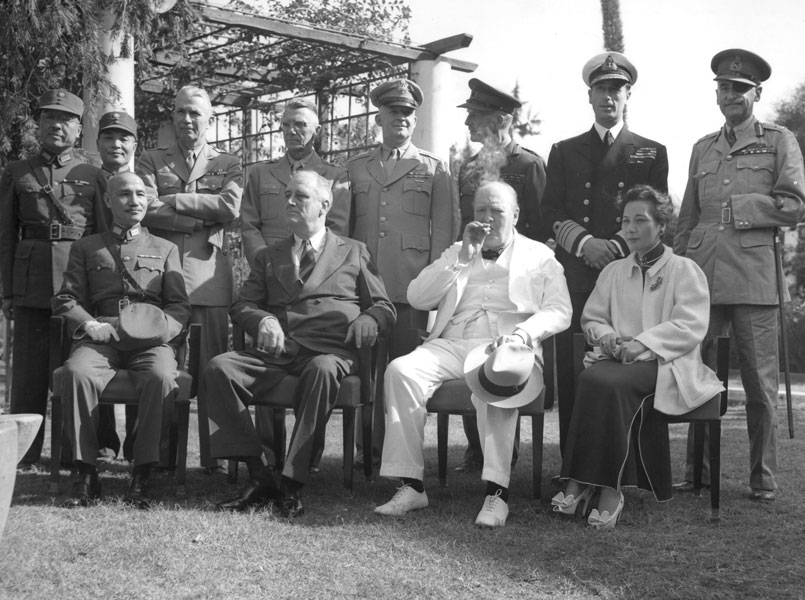
Carton de Wiart bei der Kairo-Konferenz hinter Song Meiling

Sir Adrian Carton de Wiart VC, KBE, CB, CMG, DSO (* 5. Mai 1880 in Brüssel; † 5. Juni 1963 auf Aghinagh House County Cork) war ein britischer Generalleutnant.

## Leben
De Wiart wurde als Sohn eines Rechtsanwalts in Brüssel geboren. Ab 1891 besuchte er die Oratory School in Edgbaston, im Anschluss das Balliol College in Oxford, das er jedoch nicht beendete. Stattdessen schrieb er sich unter falschem Namen und Alter in einem Regiment (Paget’s Horse) ein, das im Zweiten Burenkrieg kämpfte. Er wurde schwer verwundet und nach Entdeckung seiner wahren Identität 1900 nach Oxford zurückgeschickt. Carton de Wiart brach seine Studien ab und kehrte mit den Imperial Light Horse nach Südafrika zurück. 1901 erhielt er eine reguläre Offiziersstelle bei den 4th Dragoon Guards. Nach einer Verwendung in Britisch-Indien von 1902 bis 1904 war er von 1904 bis 1908 Adjutant von Sir Henry Hildyard, des Oberbefehlshabers in Südafrika.
In Wien heiratete er 1908 Friederike Gräfin Fugger von Babenhausen, die Tochter von Eleonora Fugger von Babenhausen; aus der Ehe gingen zwei Töchter hervor. Von 1910 bis 1914 war er Adjutant bei den Royal Gloucestershire Hussars, wurde aber im Sommer 1914 zum Somaliland Camel Corps nach Britisch-Somaliland versetzt, wo er an Kämpfen gegen den Aufstand Mohammed Abdullah Hassans teilnahm. Hier erlitt er im November 1914 eine Verwundung, die dazu führte, dass ihm im Juli 1915 sein linkes Auge entfernt werden musste. Für seinen Einsatz erhielt Carton de Wiart den Distinguished Service Order und wurde zu den 4th Dragoon Guards an die Westfront bei Ypern versetzt. Hier wurde er achtmal schwer verwundet und verlor seine linke Hand. Da er immer wieder (verwundet) in ein bestimmtes Lazarett zurückkehrte, hielten die Krankenschwestern dort seinen persönlichen Pyjama bereit.
Als drei Einheiten ihren Kommandanten verloren hatten, übernahm Carton de Wiart das Kommando, führte sie von der Frontlinie und konnte so den Ort La Boisselle am 3. und 4. Juli 1916 am zweiten Tag der Schlacht an der Somme einnehmen und verteidigen. Für diese Tat wurde ihm das Victoria-Kreuz verliehen, was er aber zeitlebens herunterspielte und in seiner Autobiographie gar nicht erwähnte, da er die Auszeichnung für die Leistungen der gesamten Einheit erhalten habe. Im weiteren Kriegsverlauf übernahm er den Befehl über Infanteriebrigaden und erreichte den Rang eines Brigadegenerals, wurde aber nie mit dem Führen einer Division beauftragt, woran sein waghalsiger Führungsstil sicher nicht ganz unschuldig war.
Bei der Schlacht bei Arras wurde ihm in den Hinterkopf geschossen. Die Kugel verfehlte aber die Wirbelsäule, so dass er sich erholte und prompt an die Front zurückkehrte.
Nach dem Tod Louis Bothas wurde Carton de Wiart Chef der britischen Militärmission in Polen und war an der Schlacht bei Warschau beteiligt. 1924 schied er aus der Armee aus und ließ sich in den polnischen Pripjet-Sümpfen nieder. Im Juli 1939 wurde er reaktiviert, um erneut der britischen Militärmission vorzustehen.
Nach der Niederlage der polnischen Armee beim deutschen Überfall auf Polen kehrte er über Rumänien nach Großbritannien zurück und übernahm das Kommando über die 61. Division. Als Generalleutnant im April 1940 während des Unternehmens Weserübung nach Norwegen entsandt, gelang es ihm zwar nicht, Trondheim einzunehmen, er konnte aber die britischen Kräfte erfolgreich aus den Kämpfen herausziehen. Im April 1941 sollte er die britische Militärmission in Jugoslawien übernehmen. Sein Flugzeug stürzte jedoch über dem Mittelmeer ab und Carton de Wiart wurde von den Italienern gefangen genommen. Trotz seines hohen Alters, seiner Verletzungen und der Tatsache, dass er kein Italienisch sprach, versuchte er mehrmals zu fliehen und konnte einmal acht Tage lang einer erneuten Gefangennahme entgehen.
Um als Vermittler bei den Verhandlungen über einen Waffenstillstand mit den Alliierten zu dienen, wurde er von den Italienern freigelassen und nach Lissabon geschickt. Im Oktober 1943 wurde er bis zum Ende des Kriegs Repräsentant Winston Churchills beim nationalchinesischen Präsidenten Chiang Kai-shek. Im November 1943 nahm er an der Kairo-Konferenz teil. Für seine Verdienste wurde ihm 1945 der Order of the British Empire verliehen.
Nachdem 1949 seine Frau Friederike gestorben war, heiratete er 1951 Joan McKechnie. Mit ihr ließ er sich auf Aghinagh House im County Cork, Irland nieder, wo er am 5. Juni 1963 verstarb. Sein Grab befindet sich auf dem Friedhof in Killinardish.

## Trivia
Winston Churchill war ein großer Bewunderer von Carton de Wiart und schrieb das Vorwort zu dessen Autobiographie.
Das Lied The Unkillable Soldier vom Album The War to End All Wars der schwedischen Power-Metal-Band Sabaton ist de Wiart gewidmet.